# Vuurtoren van Île Vierge
De Vuurtoren van Île Vierge is een vuurtoren op het kleine eiland Île Vierge aan de noordkust van de Finistère (Bretagne). De vuurtoren ligt op het grondgebied van de gemeente Plouguerneau en werd gebouwd tussen 1897 en 1902. Het is de hoogste vuurtoren van Europa met een hoogte van 82,5 meter. De vuurtoren telt binnenin 365 treden.